# Richard Child (1er comte Tylney)
Richard Child, 1er comte Tylney (5 février 1680 - mars 1750), est un homme politique anglais qui siège à la Chambre des communes entre 1708 et 1734. D'abord conservateur, il soutient les Whigs après 1715. Il n'occupe aucun poste d'État, ni aucun poste d'importance dans le monde des affaires mais on se souvient principalement comme le constructeur du « principal manoir » palladien maintenant démoli  Wanstead House, l'un des premiers dans le style construit en Grande-Bretagne. Lors de l'ameublement de sa maison, Child devient le principal mécène du peintre flamand Old Nollekens. Il décède en mars 1750 à l'âge de 70 ans à Aix-en-Provence, en France, et est inhumé le 29 mai 1750 à Wanstead.

## Jeunesse
Richard Child est baptisé à l'église de la Vierge Marie de Wanstead le 5 février 1680, troisième fils du riche Josiah Child (1630-1699) Gouverneur de la Compagnie des Indes orientales, qui est créé 1er baronnet de Wanstead en 1678, et de sa troisième épouse Emma Barnard (décédée le 16 octobre 1725), fille d'Henry Barnard, de Bridgnorth, Shropshire, marchand de la compagbnie du Levant à Londres. Il est nommé légataire suppléant et exécuteur testamentaire en vertu du testament de son père, dont le décès survient avant la majorité de Richard. Richard demande ensuite, le 12 février 1700, au Parlement un projet de loi visant à confier certaines terres à des fiduciaires, afin que les règlements conclus lors du mariage de son demi-frère Josiah puissent être honorés.
En 1703, Richard épouse Dorothy Glynne, fille et cohéritière de John Glynne, fils cadet de John Glynne (mort en 1666), Lord Chief Justice, de Henley Park, Surrey, et Dorothy Tylney, fille de Francis Tylney de Tylney Hall, Rotherwick, Hampshire. Le 20 janvier 1704, il succède comme baronnet à son demi-frère Josiah Child, 2e baronnet, et hérite du manoir Child de Wanstead, Essex, situé à 6 milles au nord-est de la ville de Londres. Il hérite également d'un revenu de 4 000 £ par an, ce qui porte son revenu total à 10 000 £.

## Construction de Wanstead House

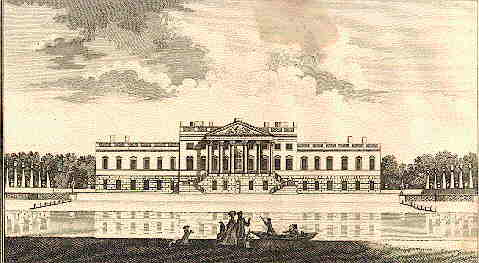
La maison palladienne Wanstead en 1771; commandé en 1715 par Sir Richard Child d'après un dessin de Colen Campbell. Au moment de son achèvement en 1722, Child est créé 1er vicomte Castlemaine. En 1731, il est créé comte Tylney. Illustration de Nathaniel Spencer, The Complete English Traveller, Londres 1771

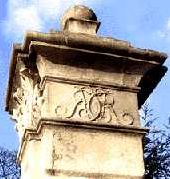
L'un des deux piliers restant de la porte d'entrée de Wanstead House, avec le monogramme de Richard Child

Après la mort du premier baronnet, son héritier Josiah loue Wanstead à son demi-frère Richard. En entrant en pleine possession de celui-ci, Richard Child, 3e baronnet, commande en 1715 à l'architecte écossais Colen Campbell la construction d'un somptueux manoir palladien pour remplacer l'ancien manoir. Au moment de son achèvement en 1722, Wanstead House fournit à Child un siège digne de son nouveau statut de vicomte Castlemaine, titre obtenu en 1718.

## Carrière politique
Richard Child se présente sans succès comme candidat conservateur dans l'Essex aux élections générales de 1705, avec le soutien de Henry Compton, évêque de Londres. Aux élections générales de 1708, il est élu sans opposition en tant que député conservateur de Maldon, dans l'Essex. Au cours de cette session, il est scrutateur pour la minorité en faveur d'un ajournement lors du débat sur l'élection de Whitchurch, à laquelle participe le parent de sa femme, Frederick Tylney. La Chambre décide que Tylney n'a pas été dûment élu. Il vote également contre la destitution du Dr Henry Sacheverell.
Aux élections générales de 1710, Child est élu député conservateur d'Essex au nom du Church Party, en tête du scrutin. Plus de 90 % de son électorat est composé de " Plumpers ", indiquant sa grande popularité. Il est membre du Club d'Octobre et, en 1711, il figure sur la liste des « Dignes Patriotes » qui attirent l'attention sur la mauvaise gestion du gouvernement précédent. Il vote le projet de loi sur le commerce français le 18 juin 1713. Aux élections générales de 1713, il est réélu sans opposition pour l'Essex, encore une fois avec le soutien de Compton. 
Child est de nouveau élu député d'Essex aux élections générales de 1715. De retour en tant que conservateur, il commence à soutenir le gouvernement whig, votant pour le Septennial Bill en 1716. Son principal souci est d'obtenir une pairie et bien qu'il achète une pairie irlandaise à la duchesse de Munster en 1715, il doit attendre 1718 avant d'être créé baron Newtown et vicomte Castlemaine. Comme il s'agit de pairies irlandaises, il peut encore siéger à la Chambre des communes. Il vote pour l'abrogation des lois occasionnelles sur la conformité et le schisme, et contre le projet de loi sur la pairie en 1719. Il est battu dans l'Essex aux élections générales de 1722 , mais est réélu sans opposition pour l'Essex aux élections générales de 1727. Il vote systématiquement pour le gouvernement et par loi du Parlement le 13 juin 1733 prend le nom de Tylney. Aux élections générales de 1734, il se retire du parlement en faveur de son fils John Tylney qui échoue à être élu.

## Première élévation à la pairie
En juin 1711 une rumeur indique que Child est sur le point d'acheter une pairie pour £ 10 000 du gouvernement de la reine Anne. La rumeur d'une pairie refait surface au cours de l'hiver 1711 et en mars 1713, et se révèle vraie lorsque, le 24 avril 1718, il est élevé à la pairie d'Irlande sous le titre de baron Newtown, dans le comté de Donegal, et de vicomte Castlemaine, dans le comté de Kerry. On ne sait pas s'il a siégé à la Chambre des lords irlandaise ; le titre est conçu uniquement pour donner un statut social. Le titre de Castlemain est quelque peu discrédité, ayant été accordé pour la dernière fois en 1661 à Roger Palmer, 1er comte de Castlemain, dont l'épouse est Barbara Villiers, maîtresse du roi Charles II, à qui le roi souhaitait donner un statut. Palmer lui-même n'a jamais siégé au Parlement irlandais et est décédé en 1705.

## Héritage des domaines Tylney
En 1730, son épouse, Dorothy Glynne, hérite des domaines de Tylney dans le Hampshire de sa cousine Ann Tylney (morte le 5 février 1729/30), Lady Craven, épouse de William Craven (3e baron Craven) (morte en 1739), et fille et unique héritière de Frederick Tylney (mort en 1725) (qui a construit Tylney Hall en 1700), par Ann, fille de George Pitt (mort en 1745) de Stratfield Saye, Hampshire. La fille de Lady Craven est décédée avant elle en 1725 et - bien que Lord et Lady Craven aient obtenu une loi du Parlement autorisant leurs descendants à porter leurs deux noms de famille (Craven et Tylney) - finalement leur mariage reste sans descendance. Ann Tylney, Lady Craven est enterrée à Binley, Coventry.
En 1629, Richard Tylney achète le manoir de Rotherwick à Richard More. Tylney est déjà un propriétaire terrien local. Son descendant Frederick Tylney, qui est député de Whitchurch en janvier 1708, construit un grand manoir sur le domaine en 1700, appelé Tylney Hall. Il est reconstruit en 1898 dans le style victorien et est aujourd'hui un hôtel de campagne. Un monument en marbre existe dans le bas-côté nord de l'église de Rotherwick à Frederick Tylney (d. 1725), érigé par sa veuve Anne, qui affiche leurs armoiries combinées, dont Tylney est : "Argent, un chevron entre 3 têtes de griffons effacées de gueules".

## Création du comté de Tylney
Le 11 juin 1731, le vicomte Castlemaine est créé comte Tylney, de Castlemaine dans le comté de Kerry, un titre dans la pairie d'Irlande. Le 13 juin 1733, le comte prend par loi du Parlement le nom de famille, pour lui-même et ses héritiers, de Tylney au lieu de son patronyme, pour répondre à une exigence de l'héritage de sa femme,. Son fils aîné survivant Richard, nommé depuis la création du comté de son père en 1731 par le titre de courtoisie (titre inférieur de son père) de vicomte Castlemaine, est décédé en 1734 sans postérité, précédant son père.

## Patron du Old Nollekens

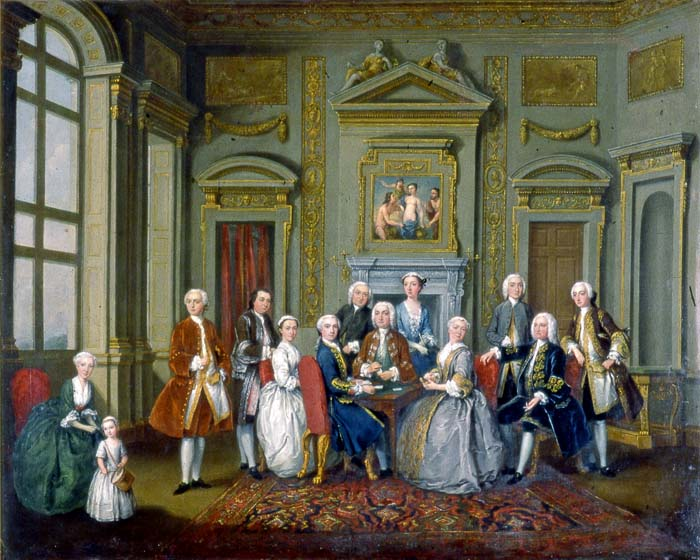
La famille Tylney dans le saloon de Wanstead par Old Nollekens, 1740. Le comte est assis à droite, accompagné de son fils John, à droite ; sa femme est assise à la table en face du 3e fils, le lieutenant Josiah RN, tandis qu'une fille en bleu se tient derrière. À gauche se trouve l'enfant James Long, sous les yeux du père Sir Robert Long. (Col. Maison Fairfax, York, CT198.327)

Child est le principal mécène du peintre flamand Joseph Francis Nollekens, connu sous le nom de Old Nollekens pour le distinguer de son fils sculpteur plus connu Joseph Nollekens. 

## Famille

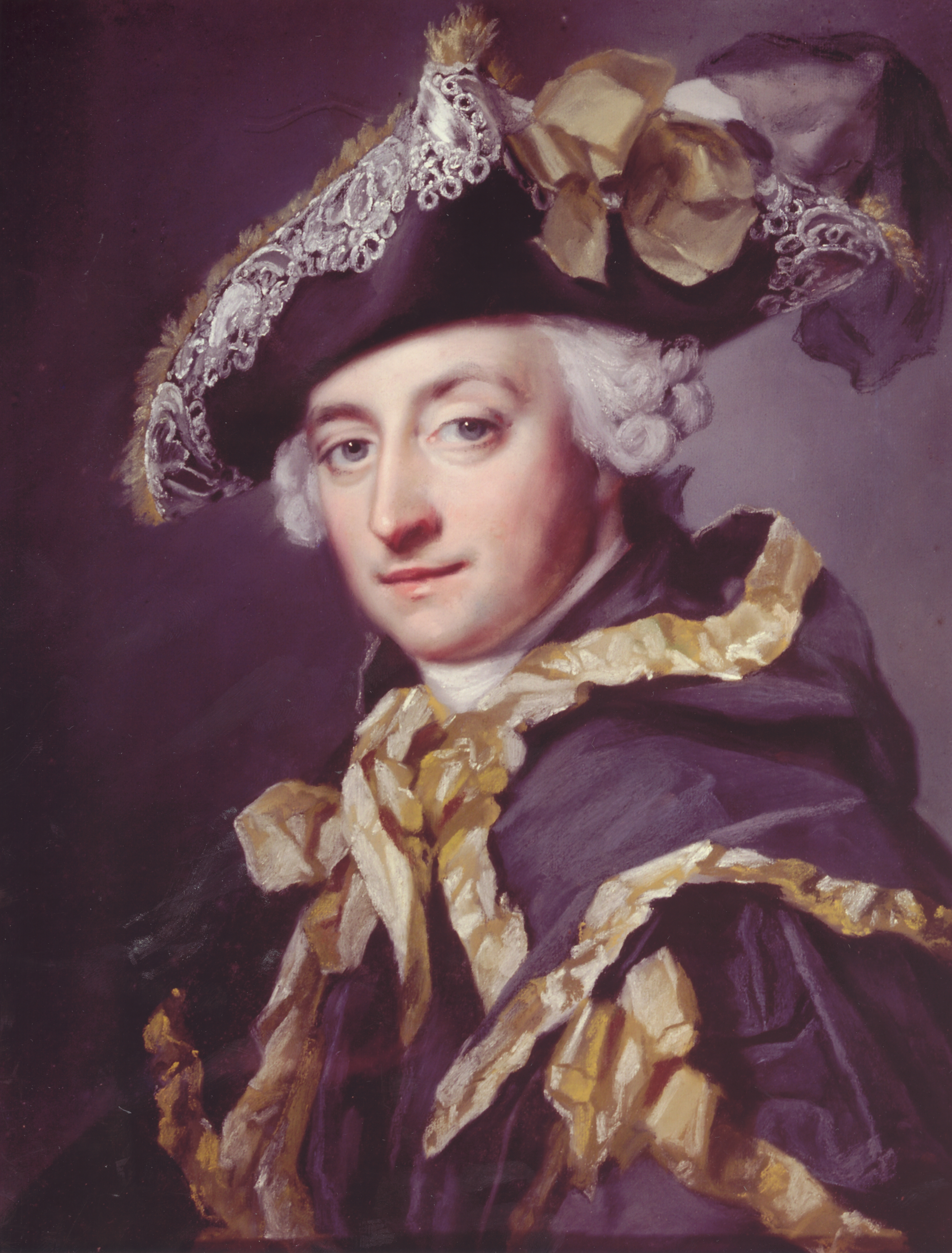
Hon. Josiah Child(d.1760), par Francis Cotes, collection de Lydiard Park, Swindon

Tylney et sa femme Dorothy Glynne ont sept enfants :
- Emma (1707-1758), jumelle. Mariée à Robert Long (6e baronnet) (mort en 1767), de Draycot, Wiltshire.
- Elizabeth (1707-1710), jumelle.
- Frédéric (1709-1715)
- Richard (1711-1734), est décédé avant son père.
- John (1712-1784), 2e comte Tylney.
- Dorothée (1717-1786), célibataire.
- Josiah (1718-1760)[13], lieutenant ou capitaine de la Royal Navy, probablement l'officier représenté par Nollekens assis vêtu d'un manteau bleu[14]. Il semble n'avoir jamais changé son nom de famille en "Tylney". Il épouse Henrietta Wymondsold (1729-1763), épouse divorcée de Charles Wymondsold de Lockinge, Berkshire, fille unique de Robert Knight, 1er comte de Catherlough, dont elle a un fils, né peu de temps avant le mariage, élevé par son oncle, mais décédé à Florence le 5 juillet 1774, à l'âge de 20 ans [15]. Josiah et Henrietta ont tous deux fait peindre leurs portraits par Francis Cotes, qui font maintenant partie de la collection de Lydiard Park, Swindon.

À la mort du comte en mars 1750, il est remplacé par son fils aîné survivant John, qui a également adopté le nom de famille Tylney après la mort de son frère aîné Richard en 1734 . John devient le 2e comte Tylney. Il est député de Malmesbury, Wiltshire (1761-1768)  peut-être en raison de ses liens familiaux avec la famille Long localement influente, et membre de la Royal Society (1746). À sa mort en 1784, célibataire, les titres de famille s'éteignent. Son héritier est Sir James Long, 7e baronnet, fils de sa sœur aînée Emma et de son mari Sir Robert Long, 6e baronnet (mort en 1767), de Draycot, Wiltshire. Le 7e baronnet est tenu par son héritage d'adopter le nom de Tylney-Long, ce qu'il fait, devenant Sir James Tylney-Long, 7e baronnet.

## Sources
- Hayton, David (éd. ), La Chambre des communes 1690-1715, vol.2, p. 526. Biographie de Richard Child.
- Lysons, Daniel . Les environs de Londres, 1796. Vol.4, p. 231-244, Wanstead. Contient les détails des registres paroissiaux de l'église de Wanstead.
- Histoire du comté de Victoria, Hampshire, vol.4, pp. 99-101, Tylney dans la paroisse de Rotherwick. Contient la généalogie de la famille Tylney.
- Lundy, « FAQ », The Peerage
- Robert Beatson, A Chronological Register of Both Houses of Parliament (Londres : Longman, Hurst, Res & Orme, 1807)